# Tichosina pillsburyae
Tichosina pillsburyae är en armfotingsart som beskrevs av Cooper 1977. Tichosina pillsburyae ingår i släktet Tichosina och familjen Terebratulidae. Inga underarter finns listade i Catalogue of Life.